# Кросно Оджанске
Кро̀сно Оджа̀нске (на полски: Krosno Odrzańskie; на немски: Crossen an der Oder) е град в Западна Полша, Любушко войводство. Административен център е на Кросненски окръг, както и на градско-селската Кросненска община. Заема площ от 8,15 км2. Към 2011 година населението му възлиза на 11 881 души.